# Around the World in a Day (Album)
Around the World in a Day (englisch für In einem Tag um die Welt) ist das siebte Studioalbum des US-amerikanischen Musikers Prince, wobei er alle Songs arrangierte, komponierte und produzierte. Er nahm es mit seiner Begleitband The Revolution auf und veröffentlichte es am 22. April 1985 bei dem Label Warner Bros. Records sowie erstmals bei seinem damals neu gegründeten eigenen Musiklabel Paisley Park Records.
Die Musik zählt zu den Genres Contemporary R&B, Funk, Pop, Psychedelic Rock und Rock, wobei Prince Musikinstrumente zum Einsatz kommen lässt, die er auf seinen vorherigen Alben nicht benutzt hatte, wie beispielsweise Darbuka und Oud. Die Liedtexte sind mehr als zuvor spirituell angehaucht und handeln vorwiegend von der Suche nach dem Paradies. Als Gastmusiker wirken die Geschwister Jonathan und Susannah Melvoin sowie Sheila E. mit.
Aus kommerzieller Sicht konnte Around the World in a Day zwar Platz eins der US-Albumhitparade erzielen, jedoch nicht den internationalen Erfolg von dem Vorgängeralbum Purple Rain im Jahr zuvor wiederholen. Musikkritiker bewerteten Around the World in a Day unterschiedlich; die Anzahl von Lob und negativen Kritiken waren in etwa ausgewogen. Zum ersten Mal in seiner Karriere ließ Prince keine Tournee zum Album folgen.

## Entstehung
Zwar steht in den Liner Notes von Around the World in Day, dass alle Songs von Prince und The Revolution arrangiert, komponiert, produziert und vorgetragen werden, doch der Einfluss von seiner Begleitband ist als gering einzuschätzen; lediglich in America werden die Mitglieder von The Revolution als Co-Komponisten erwähnt. Keyboarder Dr. Fink bestätigte die Einschätzung und sagte über die Entstehung des Albums: „Diese Platte, Around the World in a Day, nennt Prince and The Revolution als Urheber, aber in erster Linie war es Prince, zusammen mit Wendy und Lisa“. Fink selbst sowie Schlagzeuger Bobby Z. und E-Bassist Brown Mark „waren nicht wirklich involviert“ und wirkten nur in America und The Ladder mit.
Alle Songs nahm Prince im Jahr 1984 auf und stellte Around the World in a Day größtenteils vor Beginn seiner Purple-Rain-Tour im November 1984 fertig. Am 19. Februar spielte er als erstes Stück Pop Life im Tonstudio Sunset Sound in Los Angeles in Kalifornien ein. Am Folgetag fügte er Overdubs und Saiteninstrumente hinzu. America nahm er am 23. Juli im Tonstudio mit Namen Flying Cloud Drive Warehouse in Eden Prairie in Minnesota auf und produzierte davon am 5. August – erneut im Sunset Sound – eine Maxi-Single, die 21:46 Minuten lang ist. Das Titelstück Around the World in a Day spielte Prince am 16. August im Flying Cloud Drive Warehouse ein, und am 7. September überarbeitete er dort Raspberry Beret und komponierte eine neue Version, die auf dem Album auch zu hören ist. Ursprünglich schrieb er den Song bereits am 27. April 1982. Paisley Park nahm er am 10. September im Flying Cloud Drive Warehouse auf, und Tamborine spielte er dort am 27. September ein.
Am 9. Oktober 1984 nahm Prince Condition of the Heart im Sunset Sound auf. The Ladder spielte er am 31. Oktober im Civic Center in Saint Paul in Minnesota ein. Als letzten Song nahm Prince am 6. Dezember 1984 Temptation während eines Soundchecks im Richfield Coliseum in Ohio auf, als er dort mit seiner Purple-Rain-Tour gastierte. Am nächsten Tag überarbeitete er den Track im Capitol Records Building, das sich in Los Angeles befindet. Am 24. Dezember 1984 nahm er dann den Monolog von Temptation auf, fügte Tamborine Overdubds hinzu, kürzte The Ladder und beendete sämtliche Albumaufnahmen. Genannte Arbeiten führte Prince im Civic Center in einem mobilen Tonstudio durch, das per LKW seine laufende Purple-Rain-Tournee begleitete. Am selben Tag fuhr Prince von Saint Paul nach Chanhassen in Minnesota (Entfernung beträgt ungefähr 47 Kilometer) und stellte in seinem privaten Tonstudio Kiowa Trail Home Studio das Album Around the World in a Day fertig.
Prince stand durch den Erfolg seines Vorgängeralbums Purple Rain und des gleichnamigen Films im Jahr 1984 auf dem Höhepunkt seines kommerziellen Erfolgs. Entsprechend hoch waren die Erwartungen, als er Warner Bros. Records Anfang Februar 1985 in Los Angeles das neue Album Around the World in a Day vorstellte. Bei der Präsentation waren sein Vater John L. Nelson (* 1916; † 2001) und die Musikerin Joni Mitchell als Gäste anwesend. Die Reaktion der Warner-Angestellten fiel jedoch verhaltend aus. Saxofonist Eric Leeds (* 1952), der seit 1985 regelmäßig bei Prince in der Band spielte, erklärte: „Wie Prince mir später sagte, konnte er an den Gesichtern der Warner-Leute ablesen, dass es nicht das Richtige war“.
Ebenfalls im Februar 1985 gründete Prince mit finanzieller Beteiligung von Warner Bros. Records das Musiklabel Paisley Park Records und Around the World in a Day ist sein erstes Album, das bei diesem Label erschienen ist.

## Marketing
Ursprünglich sollte als Vorabsingle der Song Paisley Park vom Album ausgekoppelt werden. Doch Prince hatte für das Marketing von Around the World in Day seine eigenen Vorstellungen und verlangte von Warner Bros. Records, dass es weder Singles noch Musikvideos zum Album geben sollte, weil es als Gesamtwerk akzeptiert werden sollte. Daraufhin schickte das Promotion-Team von Warner verschiedene Albumsongs von Around the World in Day an Radiosender, ohne einen bestimmten Track zu pushen und überließ den Sendern, was ihnen gefiel. Doch die Resonanz im Radio auf das Album war schwach. Auch Werbeanzeigen in führenden Branchenmagazinen sollten nicht geschaltet werden. Zudem ließ Prince zum ersten Mal in den 1980er Jahren einer Albumveröffentlichung keine Tournee folgen. Marylou Badeaux, damalige Vizepräsidentin von Warner Bros. Records, sagte: „Alle standen kurz vor dem Herzinfarkt. Aber wir machten es schließlich so, wie er wollte“.
Als die Verkaufszahlen nach einigen Wochen niedriger waren als die von Purple Rain, willigte Prince schließlich ein, doch noch Musikvideos zu Around the World in Day zu produzieren. Die erste Singleauskopplung Raspberry Beret erschien letztendlich erst drei Wochen nach der Albumveröffentlichung. Ferner gab Prince dem Musiksender MTV und einer Radiostation in Detroit in Michigan Interviews.

## Gestaltung des Covers
Für das LP-Design war erneut die Artdirectorin Laura LiPuma zuständig, die bereits für das Purple-Rain-Cover zuständig gewesen war. Für die Covergestaltung war Doug Henders (* 1957) verantwortlich, der ebenfalls am Purple-Rain-Cover mitwirkte. Prince gab ihm für Around the World in a Day eine Liste mit 15 Elementen, die er auf dem Cover integrieren sollte. Daraufhin kreierte Henders ein detailreiches Gemälde, auf dem einige der Bandmitglieder von The Revolution sowie weitere Personen – in surrealistischer Darstellung – an einem Pool versammelt sind, aus dem eine Leiter bis in den Himmel ragt.
Die auf dem Frontcover sitzend Violine spielende Frau stellt Susannah Melvoin dar, mit der Prince 1985 liiert war. Der im „Wolkenanzug“ Gitarre spielende Mann mit blonden Haaren ist Prince selbst. Die darüber stehende Tänzerin ist Clara Bow und der Mann mit Mundschutz ist Dr. Fink. Die Sängerin mit roten Haaren stellt Sheila E. dar. Im Hintergrund beschreibt eine Hügellandschaft die Kontur einer auf dem Rücken liegenden Frau, die durch eine vielfarbige Collage getarnt ist. Auf der Rückseite des Covers wird Wendy Melvoin als weinende alte Frau mit weißen Haaren gezeigt.
Das Schallplattencover der LP wurde als Klappcover gestaltet, und die Liedtexte der einzelnen Songs sind sowohl bei der LP-Ausgabe als auch im CD-Booklet abgedruckt. Ferner ist in den Liner Notes zu lesen, das Album sei teilweise im Paisley Park Studio aufgenommen worden, was aber nicht der Fall gewesen ist, da der Bau des Studios erst im Januar 1986 begann.

## Musik und Liedtexte

### Albumsongs

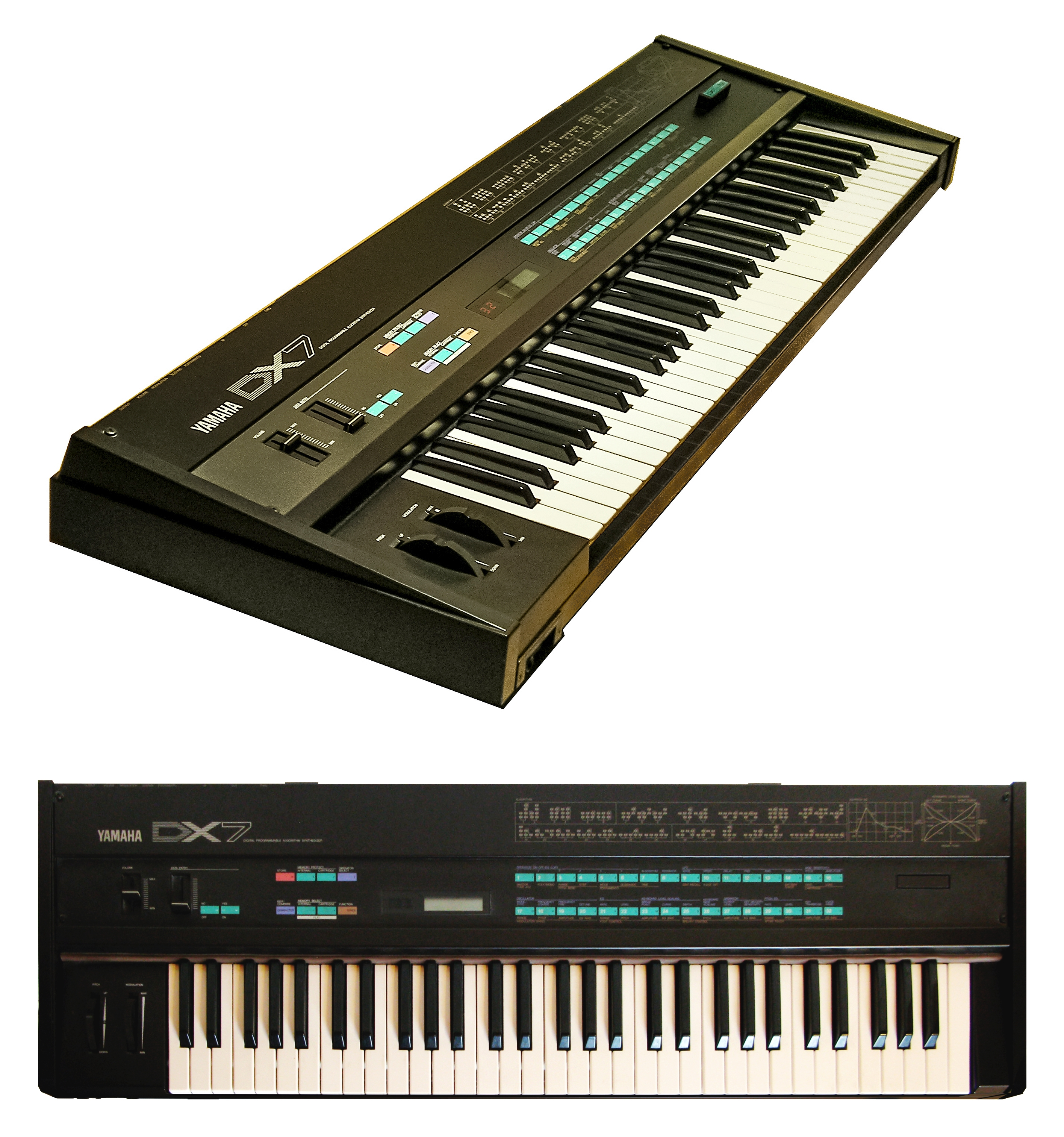
Der Synthesizer Yamaha DX7

Die Musik ist eine stilistische Kombination aus den Musikgenres Contemporary R&B, Funk, Pop, Psychedelic Rock und Rockmusik. Wie bei seinen vorangegangenen Alben setzte Prince den Linn LM-1 Drumcomputer und einen Oberheim-Synthesizer ein. Zudem benutzte er auch einen Yamaha DX7, den ersten digitalen Synthesizer, der Ende 1983 auf den Markt kam. Mit Ausnahme von Paisley Park und Temptation tritt die E-Gitarre gegenüber Synthesizern und Klavier in den Hintergrund. Fast alle Songs sind im Mid-Tempo-Bereich angesiedelt, was die Musik des Albums zuweilen ruhig und träge wirken lässt. Markante Hooklines sind seltener zu hören.
Prince’ Zusammenarbeit mit anderen Musikern war auf Around the World in a Day intensiver als zuvor in seiner Karriere. Lisa Coleman und Wendy Melvoin übernahmen nicht nur die Backing Vocals, sondern beteiligten sich auch mit kreativen musikalischen Einfällen an dem Album. Zudem übten die Musiker David Coleman (* 1962; † 2004) – jüngerer Bruder von Lisa Coleman – und Wendy Melvoins Bruder Jonathan Melvoin (* 1961; † 1996) Einfluss auf das Album aus. David Coleman hatte sich mit der Kultur des Nahen Ostens beschäftigt und besaß zusammen mit Jonathan Melvoin verschiedene Instrumente wie Darbuka, Fingerzimbeln und Oud, die im Titelstück auch zum Einsatz kommen. Sheila E., die zum ersten Mal auf einem Prince-Album mitwirkt, spielt Schlagzeug in Pop Life, während Saxofonist Eddie Minnifield in Temptation und The Ladder zu hören ist. Die US-amerikanische Sängerin Taja Sevelle (* 1962) steuerte Backing Vocals in The Ladder bei. Susannah Melvoin, Zwillingsschwester von Wendy Melvoin, ist ebenfalls auf dem Album vertreten; sie war 1984 Prince’ feste Freundin und von August 1985 bis April 1986 auch mit ihm verlobt. Ferner wirkt Prince’ Vater John L. Nelson mit, wobei sein Beitrag nicht genau definiert ist. Verschiedene Quellen berichten, Prince habe seinen Vater nur deshalb bei dem Titelstück und The Ladder als Co-Autor erwähnt, um ihn damals finanziell zu unterstützen. Prince behauptete jedoch, die Akkordische Basis im Song The Ladder stammte von seinem Vater. Alle Mitglieder von The Revolution wirken lediglich in den drei Songs America, Pop Life und The Ladder mit.
Neben seinem charakteristischen Falsettgesang benutzt Prince auch tiefere Stimmlagen. In den Liedtexten zeigt er sich mehr als in jedes seiner früheren Alben von seiner spirituellen Seite. Im Allgemeinen handelt das Album Around the World in a Day von der Suche nach dem Paradies und einigen Dingen, mit denen man sich auf dem Weg dorthin auseinandersetzen muss. Anhand der Farbgebung der Liedtexte auf der Innenhülle und im Booklet lassen sich Hinweise auf die Intentionen von Prince erkennen.
1. Around the World in a Day
Der Liedtext vom Titelstück ist in Weiß gehalten, einer Farbe, die für Schlichtheit und Reinheit steht. Das passt insofern zu diesem Song, weil man seinen Geist öffnen muss, um alle Freuden des Lebens zu erleben, wie Prince singt. Dem Refrain „around the world in a day“ folgt ein orientalisch anmutendes Motiv. Dabei setzt Prince Instrumente wie Darbouka, Fingerzimbeln, Oud und Violoncello ein, die alle von David Coleman gespielt werden. Der dadurch exotisch klingende Rocksong wird von einem stark akzentuierten Bass-Drum-Machine-Muster angetrieben und gegen Ende fügte Prince ein funkiges Synthesizer-Lick hinzu, doch die Arrangements sind spärlich gehalten – Bass und Gitarre fehlen. Der Titelname ist eine Anspielung auf Jules Vernes Buchklassiker In 80 Tagen um die Welt (1873), der im Englischen Around the World in Eighty Days heißt.[28]
2. Paisley Park
Der Songtext ist in Lila gedruckt, dem Symbol für spirituelles Wissen, was abermals passend ist, da das Stück neben The Ladder zu den spirituellsten auf dem Album zählt. Im Liedtext wird Paisley Park als ein Ort verstanden, den man in seinem Herzen finden muss und von „farbenfrohen Menschen bewohnt wird, deren Haare auf einer Seite nach hinten gekämmt sind“. Zudem gibt es im „Paisley Park keine Regeln“, was Prince’ Ablehnung der gesellschaftlichen Normen und Regeln widerspiegelt, die oft im Widerspruch zu den Bedürfnissen des Einzelnen stehen. Der aus dem Genre Rock stammende Song besitzt eine fröhliche, an Kindertrommeln erinnernden Melodie. Das Arrangement betont einen Drum-Machine-Beat sowie eine raue Rockgitarre. Ähnlich wie Around the World in a Day und When Doves Cry enthält Paisley Park keinen E-Bass.[34]
3. Condition of the Heart
Der Liedtext von dem Stück ist in Grün gedruckt, das als Farbe der wachsenden Vegetation oft mit Hoffnung und der Vorstellung des Erwachens des geistigen Lebens gleichgesetzt wird. Der Liedtext handelt von „einen manchmal einsamen Musiker“, der auf der Suche nach einer Geliebten ist. Dabei hat er Kontakt zu Frauen aus London und Paris sowie zu einer Frau „aus dem Ghetto“, die „lustige Grimassen wie Clara Bow“ machte. Prince’ damalige Verlobte Susannah Melvoin inspirierte ihn zum Liedtext. Condition of the Heart ist eine R&B-Klavierballade, die erst nach einem fast dreiminütigen instrumentalen Anfangs allmählich Gestalt annimmt. Prince fügte verschiedene Synthesizer-Soundeffekte und Gesangsuntermalung hinzu, die das Stück in eine Art Melodram mit zarter Melodie verwandelt.[16]
4. Raspberry Beret
Die Grundinstrumentierung des aus dem Bereich Pop stammenden Song besteht aus akustischen Gitarren, E-Bass und einem Drumcomputer, die einen leichten, aber treibenden Beat liefert. Der markante Refrain kann als einprägsam und zugänglich beschrieben werden. Zudem erhellt ein Streicherarrangement den Song von Anfang bis Ende. Der Farbe des Liedtexts ist in leuchtendem Pink gehalten, weil Raspberry Beret inhaltlich ein Beispiel für die Liebe ist, wie sie sein sollte; fröhlich, unbeschwert und mit genau der richtigen Chemie zwischen den Liebenden.[16]
5. Tamborine
Im Gegensatz zu Raspberry Beret verwandelt die Besessenheit in Tamborine eine Liebeserfahrung in die Isolation von Masturbationsfantasien, was ein Beispiel für einen unangemessenen Geisteszustand sein kann, der zum Verlust des Intimen führt. Die schwarze Tinte des Liedtexts spiegelt das tragische Thema des Songs wider, in dem es keine Erfüllung der Liebe gibt. Tamborine ist aus dem Genre Funk und klingt zuweilen nach einem hastig entworfenen Song von Prince. Das skizzenhafte, minimalistische Arrangement enthält kaum mehr als sein energisches Live-Schlagzeug, perkussives Bassspiel sowie von einem Drumcomputer erzeugte Handclaps.[16]
6. America
Der Song erinnert vom Groove an Baby I'm a Star aus dem Album Purple Rain. Angetrieben von einem unerbittlichen Drumcomputer-Beat, dreht sich der Song um einen hymnenartigen Mitsing-Refrain, der Anleihen beim patriotischen America the Beautiful (1895) nimmt. Prince’ damaliger Schlagzeugtechniker Brad Marsh spielt in America Tamburin. Der Liedtext spiegelt wider, wie Prince sich Amerika vorstellt. Sein Sprechgesang „Freiheit! Liebe! Freude! Frieden!“ fasst zusammen, was die Nation braucht, um „die Kinder frei zu halten“. Die imaginäre Figur namens „Jimmy Nothing“ ist in dem Song nie zur Schule gegangen, und alles in seinem Leben endete in einer Katastrophe. Es kommen im Song aber auch diejenigen zu Wort, die den Wert ihrer Freiheit erkennen, auch wenn sie sonst nicht viel besitzen, und diejenigen, die sich wie Jimmy Nothing blindlings von den Möglichkeiten abwenden, die sich ihnen bieten. Die Farbgestaltung vom Liedtext ist mit Rot, Weiß und Blau selbsterklärend, womit USA-Flagge gemeint ist.[16] Sheila E., 1985

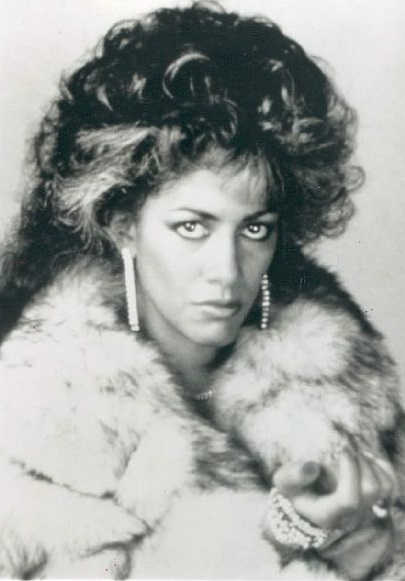
Sheila E., 1985

7. Pop Life
Das Stück ist ein Pop/Rock-Song, der eine eingängige Melodie mit einem abwechslungsreichen Fundament verbindet. Der Song ist um eine Klavierakkordfolge herum aufgebaut, die sich durchgehend wiederholt und als Grundlage für Strophen und Refrain dient. Das Klavier wird von Prince’ funkigem Bassspiel sowie Live-Schlagzeug von Sheila E. in Kombination mit einem Drumcomputer unterstützt. Der Liedtext erzählt von Menschen, die den „Pop“ im Leben suchen, sich aber über das beschweren, was ihnen gegeben wurde, oder diesen „Pop“ an den falschen Stellen suchen, wie beispielsweise im Drogenkonsum. Der Drogenbezug wird dadurch hervorgehoben, dass der Liedtext in einem warmen, sonnigen Orange gedruckt ist, mit Ausnahme der Fragen „What you putting in your nose?“ („Was steckst du dir in die Nase?“) und „Is that where all your money goes?“ („Ist da dein ganzes Geld hin?“), die in Weiß gehalten sind, was für Kokain steht. Prince schrieb Pop Life, nachdem er mitbekommen hatte, wie einige seiner Freunde, darunter Morris Day und Vanity, Anfang der 1980er Jahre Drogen konsumierten.[16]
8. The Ladder
Der Einfluss vom Song Purple Rain ist im Stück The Ladder unverkennbar, das einen ähnlich elegischen Refrain besitzt. Prince trägt im Wesentlichen die Strophen des Songs vor, während Lisa Coleman, Taja Sevelle sowie Susannah und Wendy Melvoin im Refrain einen Chor im Gospel-Stil anstimmen. Begleitet werden sie von bluesigen Altsaxophon-Spiel durch Eddie Minnifield. Der Liedtext nimmt die Form einer Fabel an, in der Prince vom unwürdigen König des imaginären Landes „Sinaplenty“ erzählt; dieser Name ist ein Wortspiel mit dem englischen Wort „sin-a-plenty“, das übersetzt „Sünde im Überfluss“ bedeutet. Der König ist nicht in der Lage, den Auserwählten in seiner Umgebung die einfachsten Höflichkeiten zu erweisen, und er ist nicht in der Lage, die Liebe zu erkennen, die ihm von seiner treuen Untertanin, einer Frau namens Elektra, entgegengebracht wird, weil er von seiner Suche nach „der Leiter“ besessen ist. Die Verwendung des Leitermotivs erinnert an die im Alten Testament überlieferte Traumvision Jakobs, in der er eine zum Himmel aufsteigende Leiter sah, auf der die Engel Gottes auf- und abstiegen und über der der Herr stand. Die Leiter ist der Weg zwischen den Gegensatzpaaren, der von Schmerz, Leid und Unwissenheit zu Gott, Erleuchtung und vollkommener Harmonie mit der gesamten Schöpfung führt. Der Liedtext ist wie Paisley Park in Lila abgedruckt.[34]
9. Temptation
Das Stück ist eine raue und bluesige Rocknummer. Saxophonist Eddie Minniefild unterstützt die grundlegenden Instrumente aus E-Bass, Gitarre und Schlagzeug, wobei Prince’ wildes Gitarrenspiel das Geschehen dominiert. Der dichte, dicke Sound steht im Kontrast zu dem spärlichen Sound vom Großteil des Albums. Nach 5:14 Minuten wechselt Temptation die Richtung und geht in ein gesprochenes Segment mit subtiler Synthesizer-Untermalung und improvisierten Klavier- und Saxophoneinlagen über. Der spirituell angehauchte Liedtext handelt davon, den Unterschied zwischen Liebe und Lust zu erkennen sowie um die Wichtigkeit, den richtigen Geisteszustand zu bewahren, um für die Erfahrung der Liebe und des Göttlichen offen zu sein. Am Ende des Songs simuliert Prince eine Unterhaltung mit Gott, den er mit verfremdeter Stimme selbst interpretiert. Der Liedtext ist wie der von Condition of the Heart in Grün gedruckt.[34]

### Die B-Seiten
1. She’s Always in My Hair
Den Song nahm Prince am 29. Dezember 1983 im Tonstudio Sunset Sound auf und überarbeitete ihn am 8. Januar 1984, in dem er Overdubbs hinzufügte und ihn neu abmischte. Das Stück dient als B-Seite von den im Mai 1985 ausgekoppelten Singles Raspberry Beret und Paisley Park. Der Track She’s Always in My Hair ist ein Midtempo-Pop-Rock-Song und besitzt eine hypnotisierende Gitarrenmelodie, das Arrangement enthält eine markant gespielte hohe Orgel sowie einen dominierenden Drum-Machine-Beat. Prince untermalt den Song mit einem Soundeffekt, der an einen tuckernden Zug erinnert und dadurch erzielt wurde, dass die Hi-Hat des Linn LM-1 Drumcomputers durch einen Flanger lief. Jill Jones, mit der Prince von 1982 bis 1990 immer wieder zusammenarbeitete, inspirierte ihn zum Liedtext und handelt von einer jungen Frau, die „immer in meinen Haaren“ ist, wenn „ich aufgeben möchte“ und „meine Hoffnungen und Träume in die falsche Richtung gehen“. Die Redewendung „to be in one’s hair“ bezieht sich im US-Sprachgebrauch normalerweise auf eine Person, die lästig und nervig ist. Doch im Liedtext-Kontext ist die Verwendung von Prince liebevoll und zärtlich zu verstehen.[35][36][37]
2. Hello
Die B-Seite von der im Juli 1985 veröffentlichten Single Pop Life nahm Prince am 24. und 26. Mai 1985 im Sunset Sound auf. Hello besteht im Wesentlichen aus von ihm live eingespielten Schlagzeugspiel sowie zwei ineinander verwobenen Synthesizer-Linien, die von der absteigenden Titelphrase von Jill Jones unterbrochen wird. Aus musikalischer Sicht betrachtet kann der Song als nicht sehr originell bezeichnet werden und erweckt den Eindruck, schnell geschrieben und aufgenommen worden zu sein. Stattdessen legte Prince seinen Fokus offensichtlich auf den Liedtext, denn dieser war zum Veröffentlichungszeitpunkt im Juli 1985 der autobiografischste in seiner Karriere; er handelt von einem Vorfall im Januar 1985, als Prince’ Leibwächter versuchten, ihn vor einigen Paparazzi zu schützen, die in sein Auto eindringen wollten, um Nahaufnahmen von ihm und seiner weiblichen Begleitung zu machen. Außerdem thematisiert Prince seine Entscheidung, nicht am Musikprojekt USA for Africa teilgenommen zu haben, stattdessen aber einen Song (4 the Tears in Your Eyes) auf dem Album We Are the World beigesteuert hat.[38][39][40]
3. Girl
Das Stück spielte Prince Ende 1982 oder Anfang 1983 in seinem privaten Tonstudio Kiowa Trail Home Studio in Minneapolis ein und dient als B-Seite von America, ausgekoppelt im Oktober 1985. Ursprünglich nahm er den Song unter dem Titel Boy für Vanity auf, entschied aber im Herbst 1984, das Stück selbst zu veröffentlichen und benannte es in Girl um. Der fröhlich wirkende Popsong besitzt eine unorthodoxe Instrumentierung; ohne Schlagzeug und konventionelle Basslinie enthält das Arrangement kaum mehr als einen dumpf klingenden Synthesizer-Bass und Fingerschnippen, während das Grundthema mittels Handglocke und einem Synthesizer gespielt wird. Der Liedtext ist an eine nicht namentlich genannte Frau adressiert, die Prince sexuell erregt: „Ich muss nur an dich denken und schon bekomme ich einen Orgasmus“, singt er beispielsweise. Bereits im April 1981 schrieb Prince auch einen Song mit Namen Girl, den er im Juli 1981 auf dem Album The Time der gleichnamigen Band veröffentlichte. Doch beide Songs haben nichts miteinander zu tun.[41][42]

## Titelliste und Veröffentlichungen
| # | Titel                       | Dauer |
| --- | --------------------------- | ----- |

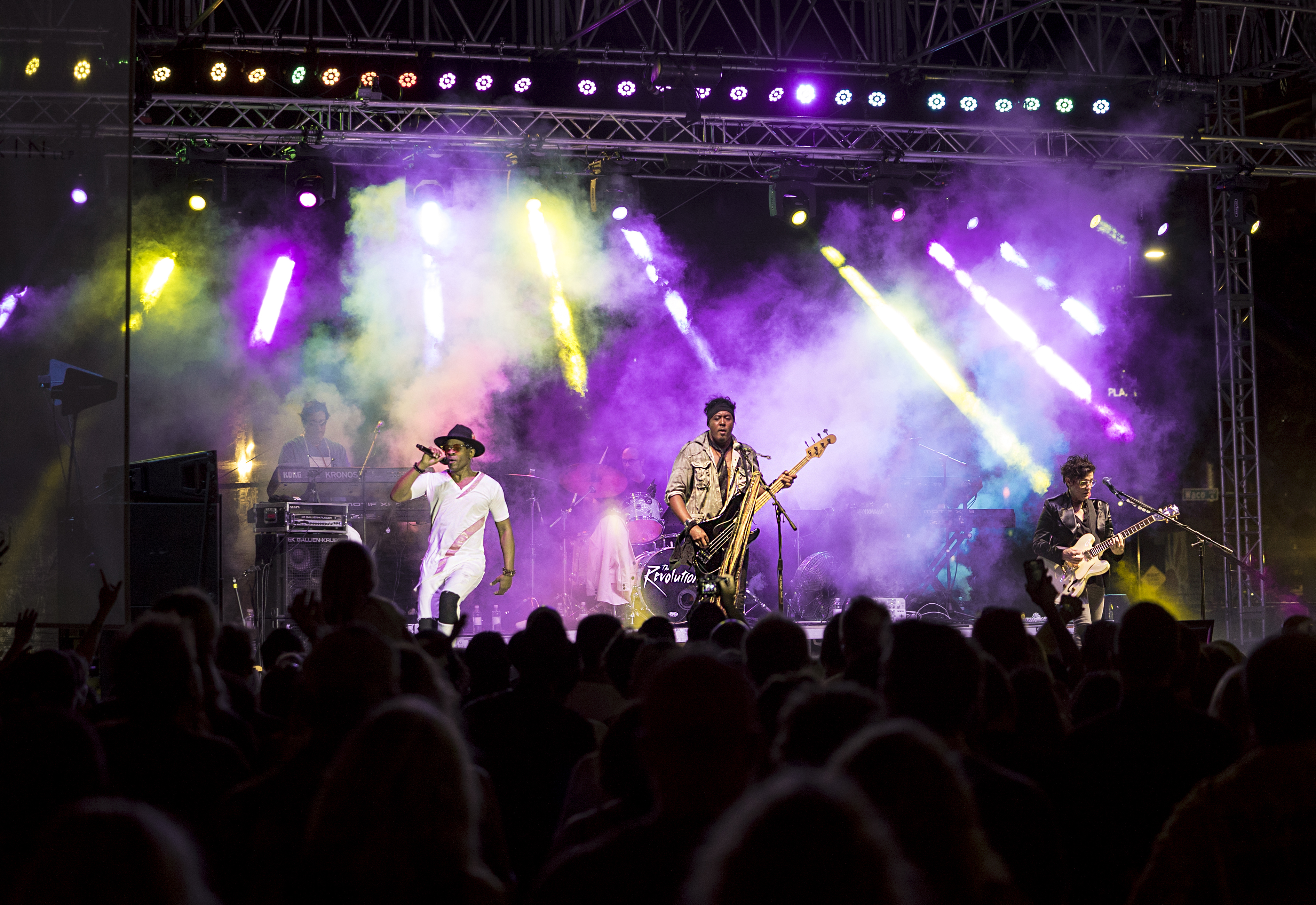
The Revolution, 2018

| 1 | Around the World in a Day a | 3:27  |
| 2 | Paisley Park                | 4:40  |
| 3 | Condition of the Heart      | 6:48  |
| 4 | Raspberry Beret             | 3:31  |
| 5 | Tamborine                   | 2:46  |
| 6 | America b                   | 3:42  |
| 7 | Pop Life                    | 3:41  |
| 8 | The Ladder c                | 5:26  |
| 9 | Temptation                  | 8:18  |
| Spieldauer: 42:34 min. |                             |       |
| Autor aller Songs ist Prince a Autor: Prince, David Coleman, John L. Nelson b Autor: Prince and The Revolution c Autor: Prince und John L. Nelson |                             |       |

Around the World in a Day wurde am 22. April 1985 in den USA veröffentlicht. Das Album erschien auf LP und MC, später auch auf CD und als Download. Prince’ Begleitband The Revolution bestand im Jahr 1985 aus folgenden fünf Mitgliedern:
- Bobby Z. (* 9. Januar 1956 als Robert B. Rivkin) – Perkussion, Schlagzeug
- Brown Mark (* 8. März 1962 als Mark Brown) – Backing Vocals, E-Bass
- Dr. Fink (* 8. Februar 1957 als Matthew Robert Fink) – Backing Vocals, Keyboard
- Lisa Coleman (* 17. August 1960) – Backing Vocals, Keyboard
- Wendy Melvoin (* 26. Januar 1964 als Wendy Ann Melvoin) – Akustische Gitarre, Backing Vocals

### Singles
Von dem Album wurden vier Singles ausgekoppelt: Raspberry Beret erschien am 15. Mai 1985, die B-Seite She’s Always in My Hair war zuvor unveröffentlicht. Die zweite Single Paisley Park wurde am 24. Mai 1985 nur in Europa, Australien und Neuseeland ausgekoppelt, als B-Seite dient erneut She’s Always in My Hair.
Am 10. Juli 1985 wurde Pop Life als dritte Single ausgekoppelt, die B-Seite Hello war zuvor ebenfalls unveröffentlicht. America erschien am 2. Oktober 1985. Die Single wurde nicht weltweit ausgekoppelt und als B-Seite ist das zuvor unveröffentlichte Stück Girl zu hören.
Ende 1985 erschien in ausschließlich Japan die limitierte Promo-Doppel-LP His Majesty’s Pop Life/The Purple Mix Club, auf der unter anderem mit Raspberry Beret, Paisley Park und Pop Life drei der vier Singleauskopplungen in der Maxiversion zu hören sind. Im April 2019 brachte The Prince Estate („Der Prince-Nachlass“) die Doppel-LP als Wiederveröffentlichung erneut heraus, im Juli 2020 auch als CD.

### Musikvideos

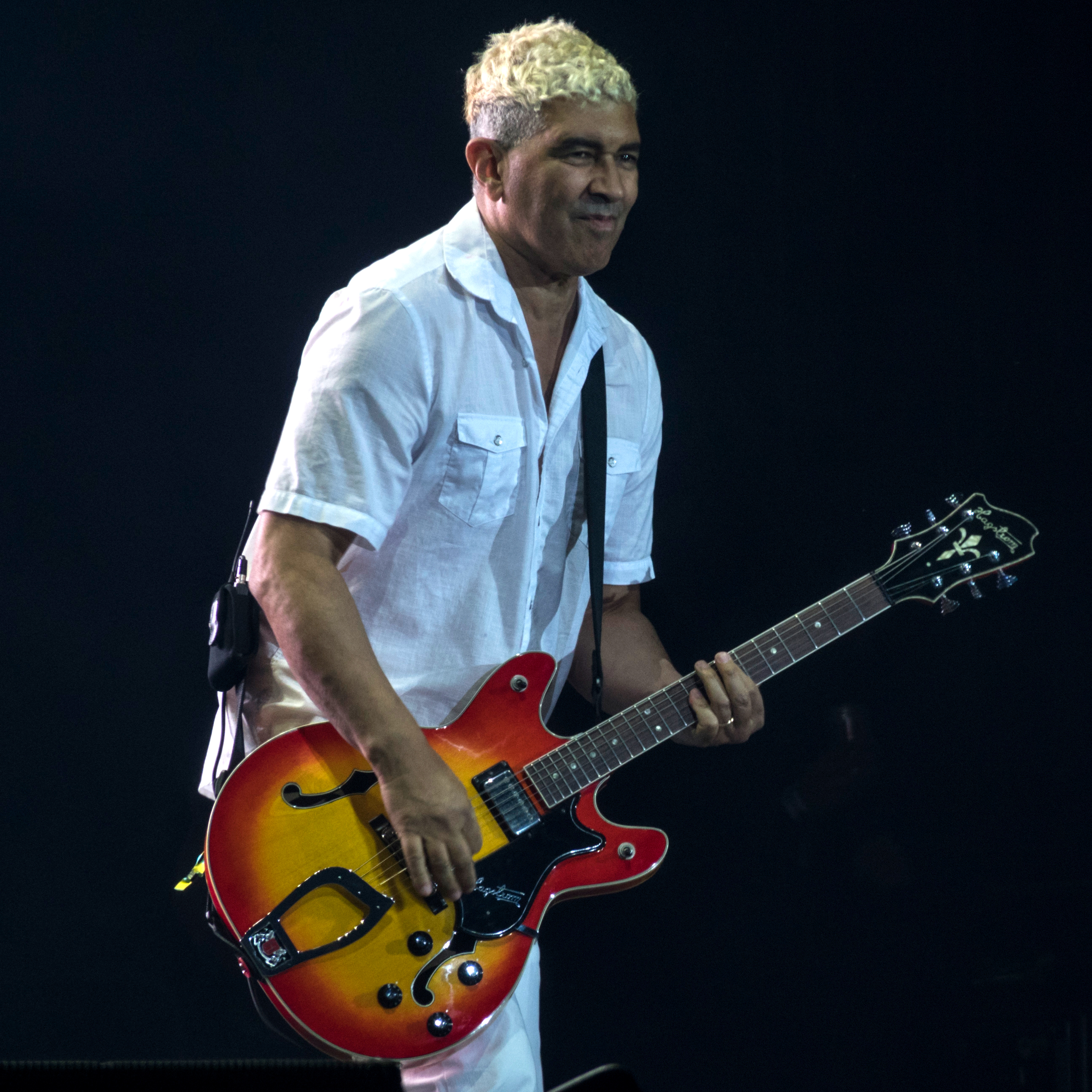
Pat Smear, 2017

Prince veröffentlichte mit Raspberry Beret, Paisley Park und America drei Musikvideos zu Songs des Albums Around the World in a Day. Das Musikvideo zu Raspberry Beret wurde am 5. Juni 1985 im Studio Instrument Rentals (kurz: S.I.R.) in Los Angeles in Kalifornien gedreht. Der Auftritt wird mit der Interpretation des Liedtextes in Cartoon-Form vermischt. Abgesehen von Prince selbst und The Revolution, sind ungefähr 50 Tänzer sowie Jackie Swanson (* 1963), Pat Smear und Kimberly Ann Delfin (* 25. März 1964; † 9. Mai 2011) zu sehen; Swanson ist Schauspielerin und übernahm beispielsweise die Rolle von „Kelly Gaines“ in der US-Sitcom Cheers (1982–1993). Im Musikvideo übergibt sie Prince nach 23 Sekunden seine Gitarre. Smear, weiß gekleidet und mit langen Dreadlocks, ist ab Sekunde 26 mehrfach zu sehen. Im Jahr 2020 sagte er in einem Interview, er sei in den 1980er Jahren „größtenteils arbeitslos“ gewesen und habe deshalb verschiedene Jobs angenommen. Da er „zwei linke Füße“ besitze und nicht tanzen könne, habe er nicht damit gerechnet, für das Musikvideo ausgewählt zu werden. Aber „Prince’ Leute“ teilten ihm mit, dieser möge seinen Look und wollte, dass er „neben dem Schlagzeug setzt“. Prince habe damals nicht gewusst, dass Smear von 1977 bis 1980 Gitarrist bei der Punkband Germs war. Außerdem verriet Smear, er habe für den Videodreh eine Geheimhaltungsvereinbarung unterzeichnen müssen und dürfe über seinen Auftritt im Musikvideo eigentlich nicht sprechen, was ihm mittlerweile aber „egal“ ist, weil alles „so lange her“ sei. Delfin war Schauspielerin und Tänzerin; beispielsweise wirkte sie 1987 in einer Episode von der US-Sitcom Wer ist hier der Boss? (1984–1992) mit. Sie ist im Video goldfarben gekleidet und ab Sekunde 29 mehrfach zu sehen.
Choreograf und Regisseur des Musikvideos war Prince selbst und Produzent war Simon Fields (* 1955), der nach Prince’ Tod folgendes sagte: „Für Raspberry Beret haben wir ein ganzes Video gedreht, dann hat Prince einen japanischen Animator [Drew Takahashi] beauftragt, ein ganz anderes Video zu machen, und wir haben die beiden zusammengefügt.“ Prince wählte aus, „was ihm gefiel, und schnitt es selbst.“
Das Musikvideo zu Paisley Park wurde Mitte 1985 produziert und zum ersten Mal ist weder Prince noch eines seiner Bandmitglieder in einem Video zu sehen. Stattdessen eine Gruppe von Kindern, die psychedelisch gekleidet sind und in einem Park spielen. Wo die Dreharbeiten stattfanden, ist der Öffentlichkeit nicht bekannt – Prince’ Paisley Park Studio eröffnete jedoch erst im September 1987.
America ist als Liveversion aufgenommen und stammt vom 27. Oktober 1985. Damals spielte Prince mit The Revolution sowie den Saxofonisten Eric Leeds und Eddie Mininfield (damaliges Bandmitglied bei Sheila E.) ein einstündiges Konzert im Théâtre de Verdure in Nizza, weil er in dieser Zeit in Frankreich mit Filmarbeiten an Under the Cherry Moon – Unter dem Kirschmond beschäftigt war und einen freien Drehtag hatte. Das Konzert ließ er eine Woche zuvor nur über einen lokalen Radiosender ankündigen, inklusive 2.000 Freikarten, womit das Konzert ausverkauft war. In der zehnminütigen Version ist unter anderem zu sehen, wie Prince Schlagzeug spielt. In der auf vier Minuten gekürzten Version des Videos kommt genannte Szene jedoch nicht vor. Regisseur des Musikvideos war Prince selbst und America ist sein erstes, das nicht in den USA gedreht worden ist. Zur Singleauskopplung Pop Life wurde kein Musikvideo produziert.

### Coverversionen
Vereinzelt nahmen Musiker Coverversionen von Songs des Albums Around the World in a Day auf; beispielsweise interpretierten das Titelstück Ray Lema & Laurent de Wilde (2016), Paisley Park wurde von Johnny Goudie (1998) und Richard Swift (2006) neu aufgenommen, Condition of the Heart coverten Susanna Wallumrød (2006) und Guillaume de Chassy & Daniel Yvinec (2009). Am häufigsten wurde Raspberry Beret neu interpretiert, wie beispielsweise von Hindu Love Gods (1990), Lukestar (2008), Rachelle Garniez (2020) und dem Vitamin String Quartet (2023). Pop Life coverten Dead or Alive (1999) sowie Soulwax (2000). Das Royal Philharmonic Orchestra interpretierte im Jahr 1995 die Songs Raspberry Beret und Pop Life. Die B-Seite She’s Always in My Hair coverten Digital Underground (1990), D’Angelo (1997) und die R&B-Band Somethin’ for the People (1997).
Nach Prince’ Tod im April 2016 nahm Sheila E. im Juni 2017, anlässlich vom 59. Geburtstag des Musikers, eine neue Version von America auf, in der phasenweise auch der Song Free (1982) aus dem Album 1999 zu hören ist. Candy Dulfer spielt in der Coverversion Saxophon.

## Mitwirkende

### Musiker
Alle Songs wurden von Prince arrangiert, komponiert, produziert und vorgetragen. Zudem spielte er alle Musikinstrumente selbst ein, wobei folgende Personen die Aufnahmen ergänzten:
- Annette Atkinson – Kontrabass in Pop Life, The Ladder
- Bobby Z. – Perkussion und Schlagzeug in America, The Ladder
- Brad Marsh – Tamburin in America
- Brown Mark – Backing Vocals und E-Bass in America, Pop Life, The Ladder
- David Coleman – Backing Vocals, Darbuka, Fingerzimbeln, Oud, Violoncello in Around the World in a Day; Violoncello in Raspberry Beret, The Ladder
- Denyse Buffum – Bratsche in Pop Life, The Ladder
- Dr. Fink – Keyboard in America, Pop Life, The Ladder
- Eddie Minnifield – Saxophon in Temptation, The Ladder
- Jonathan Melvoin – Backing Vocals und Tamburin in Around the World in a Day, Pop Life
- Laury Woods – Bratsche in Pop Life, The Ladder
- Lisa Coleman – Backing Vocals in America, Around the World in a Day, Paisley Park, Pop Life, Raspberry Beret, The Ladder; Keyboard in America, Pop Life, The Ladder; Streichinstrument-Interludium in Pop Life
- Marcy Dicterow-Vaj – Violine in Pop Life, The Ladder
- Novi Novog – Violine in Paisley Park, Raspberry Beret
- Sheila E. – Schlagzeug in Pop Life
- Sid Page – Violine in Pop Life, The Ladder
- Susannah Melvoin – Backing Vocals in Around the World in a Day, Raspberry Beret, The Ladder
- Suzie Katayama – Violoncello in Raspberry Beret, The Ladder
- Taja Sevelle – Backing Vocals in The Ladder
- Tim Barr – Kontrabass in Pop Life, The Ladder
- Wendy Melvoin – Akustische Gitarre in America, Pop Life, The Ladder; Backing Vocals in America, Around the World in a Day, Paisley Park, Pop Life, Raspberry Beret, The Ladder; Streichinstrument-Interludium in Pop Life

### Technisches Personal
- Prince – Mixing, Toningenieur
- Bernie Grundman – Mastering
- Dan Chapman – Fotoillustrationen
- David Leonard – Toningenieur
- David Tickle – Toningenieur
- Doug Henders – Schallplattencover-Malerei
- Laura LiPuma – Albumdesign und Organisation
- Nancy Bundt – „Innerspread“-Fotografie
- Peggy McCreary – Toningenieurin
- Susan Rogers – Toningenieurin
- Persönliches Management von Prince – Bob Cavallo, Joe Ruffalo, Steve Fargnoli

## Rezensionen
Musikkritiker bewerteten das Album unterschiedlich; einige beurteilten es sehr positiv, andere zeigten sich enttäuscht. Oftmals wurde Around the World in a Day als psychedelisches Album bezeichnet, das mit Prince’ Vorgängeralbum Purple Rain aus dem Jahr 1984 wenig Gemeinsamkeiten aufweist. Die Website AOTY (Album of the Year) errechnete eine Durchschnittsbewertung von 73 %, basierend auf sechs Rezensionen englischsprachiger Medien.
Simon Price von The Guardian bewertete 37 Prince-Alben und setzte Around the World in a Day auf Platz 6. Er gab mit fünf Sternen die Höchstanzahl und beschrieb es als „das Album, das die Purple Rain-Kinder mit seinen opulenten Psych-Pop-Texturen aus dem Gleichgewicht gebracht“ habe. Doch nach mehrmaligen hören klinge es „immer besser“, was man nicht denken würde, meinte Price.
Sassan Niasseri von der deutschen Ausgabe des US-Musikmagazins Rolling Stone war auch begeistert und gab mit fünf Sternen ebenfalls die Höchstanzahl. Die drei ersten Songs, Around the World in a Day, Paisley Park und Condition of the Heart, drehten sich um „Psychedelia“ und seien, zusammen mit dem „hymnischen“ Raspberry Beret und Tamborine, „traumhaft schön“. Auf den folgenden vier Stücken nehme Prince „Fahrt auf“, der mit The Revolution „voll im Saft“ stünde. Den Song Temptation bezeichnete Niasseri als „höchst unterhaltsam“. Letztendlich sei Around the World in a Day eines von Prince „besten Alben“, aber „kein zweites“ Purple Rain.
Alan Light von Pitchfork Media verteilte 8,8 von zehn Punkten und meinte, „das Auffälligste“ an Around the World in a Day sei, dass das Album „nicht im Entferntesten“ nach einer Fortsetzung von Purple Rain klinge. Beim „ersten Hören“ wäre „sofort klar“, das Album mache „eine dramatische Linkskurve, ohne die schrillen Gitarren und mit wenigen Pop-Hooks“. Dennoch sei das „unwiderstehlich verspielte“ Raspberry Beret „in der Tat der reinste Pop, den Prince je abgeliefert“ habe. Der Liedtext in einigen Songs wie in Condition of the Heart oder The Ladder beginne zwar „mit märchenhaften Einleitungen“, aber im Verlauf kristallisiere sich „ein viel dunklerer Unterton“ heraus, der sich durch das Album ziehe, wie in den drei Songs America, Paisley Park und Pop Life. Im Stück Condition of the Heart besitze Prince „eine unmenschliche Falsettstimme“, die „zart wie ein Spinnennetz“ wirke, das „jeden Moment auseinanderzufallen“ drohe. Aber der „nervöse, sexuell aufgeladene Funk“ in Tamborine füge sich „nie ganz zu einem vollständigen Song zusammen“ und dehne „die Spannung fast unerträglich aus“. The Ladder beschrieb Light als „verwirrende Parabel“, und in Temptation „trommelt“ Prince „stachelige, unscharfe Gitarrenlicks ab und sabbert praktisch seine Lustbekundungen“. Das Saxophonspiel verleihe dem Stück einen „fast komischen, burlesken Anstrich, während Prince sich in einen sexuellen Rausch“ steigere. Der „übliche Tenor“ von Around the World in a Day laute: „Prince goes psychedelic“. Im Gesamtbild sei das Album ein „mutiges und zutiefst persönliches Projekt, das Klänge und Ideen“ erforsche, die „für eine Pop-Ikone auf dem Höhepunkt ihrer Karriere fast schockierend“ gewesen waren, zog Light als Fazit.
Stephen Thomas Erlewine von AllMusic gab dreieinhalb von fünf Sternen. Around the World in a Day sei „voller kryptischer religiöser Bilder, bizarrer Mystik und verwirrender Metaphern, die von stark verarbeiteten Gitarren, schimmernden Keyboards, grandiosen Streichern und Schichten“ von Prince’ Gesang „durchtränkt wurden“. Das Album stelle an den Hörer „hohe Anforderungen“. Zwar sei der Titelsong „ein sonniges, kaleidoskopisches Pastiche“ vom Album Magical Mystery Tour (1967) von The Beatles, Paisley Park eine „schwere und leicht beängstigende Gitarren-Psychedelia“, Condition of the Heart „eine schöne Ballade“, Raspberry Beret „ein brillantes Stück Neo-Psychedelia mit einem unauslöschlichen Refrain“, America „guter Funk-Jam“ und Pop Life „ein bissiger Seitenhieb auf den Ruhm“. Aber „das Problem“ sei, dass „nur eine Handvoll der Songs viel Substanz außerhalb ihrer detaillierten Produktion und berauschenden Darbietungen“ hätten. Zudem besitze das Album „einen gruseligen Sinn für Paranoia, der ihm letztendlich zum Verhängnis“ werde, meinte Erlewine.
Die beiden Musikjournalisten Albert Koch und Thomas Weiland vom Musikexpress verteilten vier von sechs Sternen. Über diesem „gerne unterschätzten Werk“ liege „der psychedelische Hauch“ von dem Album Sgt. Pepper’s Lonely Hearts Club Band (1967) von The Beatles. Aber „gewohnte Konturen des Rock, Funk und Pop“ stellten sich als „leicht verwischt dar“ und eine „neue inhaltliche Neigung zu Religion und Mystizismus“ verstärke den „rätselhaften Eindruck“ von Around the World in a Day. Trotzdem gehöre das Album „zu den essenziellen Arbeiten“ von Prince, allen voran „das schwelgerische“ Stück Paisley Park und der Hit Raspberry Beret.
John Pareles von der US-Ausgabe des Rolling Stone war enttäuscht und verteilte zweieinhalb von fünf Sternen. Prince verdiene Anerkennung dafür, dass er „überhaupt ein Album gemacht“ habe – vor allem ein Album, das „mit den sechs vorherigen nicht mithalten“ könne, meinte er zynisch. Zudem seien „seine neuen Liedtexte“ jugendfrei; man könne „kaum glauben“, dass „dies derselbe Prince ist“, der 1980 Dirty Mind und 1981 Controversy veröffentlicht habe. Lediglich die drei Songs Raspberry Beret, Tamborine und Temptation zielten „unter die Gürtellinie“. Die Liedtexte der anderen Songs „suggerieren die raumgreifende, außerweltliche Güte“, die man von Stevie Wonder erwarten könnte. Die Melodie von Paisley Park beschrieb Pareles als „trällernd“ und „kinderliedähnlich“, die von America würden „wir bereits alle kennen“. Eines sei jedenfalls sicher: Around the World in a Day sei das Prince-Album, das man „seinen Eltern mit nach Hause bringen“ könne, sogar, wenn diese Ex-Hippies seien.
Das Nachrichtenmagazin Der Spiegel gab keine Note, schrieb aber, das „seltsame, psychedelische, an Flower-Power-Stile der sechziger Jahre erinnernde Album“ sei ein bizarres und keineswegs leicht verständliches Werk und fasste zusammen: „Genie und Wahn made in Minneapolis.“
Rolf Lenz von der Münchner Abendzeitung verteilte auch keine Note und meinte; auf dem Album ticke Prince „langsam durch und haut seinen Jüngern eine Flut unterschiedlicher Ideen, Einflüsse und Zitate um die Ohren, die die wenigsten auf Anhieb werden verdauen“ können. Er brauche keinen Tag rund um die Welt – Prince schaffe den Weg von überall nach nirgends in 40 Minuten, verpackt in eine „genial-undefinierbare Folklore-Mixtur, die in ihrer Uferlosigkeit symptomatisch ist für den gesamten Rest der Platte.“
Als Prince in einem Interview mit dem Rolling Stone auf Around the World in a Day angesprochen wurde, antwortete er: „Ich habe gehört, dass manche Leute behaupten, auf dieser Platte sei von gar nichts die Rede. Und viele andere Menschen verstehen etwas an der Platte falsch: Ich versuche nicht, der große, visionäre Zauberer zu sein.“ Es gehe nicht um etwas, „wofür ich die Schlüssel habe. Ich habe versucht, in etwa zu sagen, man soll in sich selbst schauen, um Vollkommenheit zu finden.“ Viele „meiner Altersgenossen meinen, wir bringen auf der Bühne und auf den Platten albernes Zeug“, wie „die Musik, die Tänze, die Texte. Doch genau das ist es, was wir tun wollen. Es ist nicht albern, es ist krankhaft. Krank heißt im Slang doch nur, Dinge zu tun, die jemand anderes nicht täte. Darauf bin ich ständig aus.“
Zudem hob Prince hervor, er habe Around the World in a Day sofort nach Beendigung von Purple Rain fertiggestellt. Er wollte nicht abwarten, „was mit Purple Rain passieren würde.“ Deshalb klängen beide Alben so verschieden. „Es wäre ein Leichtes gewesen, Around the World in a Day mit dem Gitarrensolo beginnen zu lassen, das den Schluss zu Let’s Go Crazy bildet. Das hätte allen den Wind aus den Segeln genommen, die jetzt behaupten, das neue Album sei nicht einmal halb so kraftvoll.“ Ferner bestritt Prince, er habe sich von Musik und Stil der 1960er Jahre inspirieren lassen. „Die Beatles waren kein Einfluss. Sie waren toll wegen der Sachen, die sie gemacht haben, aber ich weiß nicht, wie sie sich in der heutigen Musikszene [1985] ausnehmen würden.“

## Kommerzieller Erfolg

### Chartplatzierungen
| ChartsChartplatzierungen       | Höchstplatzierung | Wochen |
| ------------------------------ | ----------------- | ------ |
| Deutschland (GfK)              | 10 (24 Wo.)       | 24     |
| Österreich (Ö3)                | 7 (6 Wo.)         | 6      |
| Schweiz (IFPI)                 | 8 (11 Wo.)        | 11     |
| Vereinigtes Königreich (OCC)   | 5 (21 Wo.)        | 21     |
| Vereinigte Staaten (Billboard) | 1 (3) (44 Wo.)    | 44     |

| ChartsJahrescharts (1985)      | Platzierung |
| ------------------------------ | ----------- |
| Deutschland (GfK)              | 50          |
| Vereinigte Staaten (Billboard) | 26          |

| Jahr | Titel           | Höchstplatzierung, Gesamtwochen, AuszeichnungChartplatzierungen (Jahr, Titel, , Platzierungen, Wochen, Auszeichnungen, Anmerkungen) | Höchstplatzierung, Gesamtwochen, AuszeichnungChartplatzierungen (Jahr, Titel, , Platzierungen, Wochen, Auszeichnungen, Anmerkungen) | Höchstplatzierung, Gesamtwochen, AuszeichnungChartplatzierungen (Jahr, Titel, , Platzierungen, Wochen, Auszeichnungen, Anmerkungen) | Höchstplatzierung, Gesamtwochen, AuszeichnungChartplatzierungen (Jahr, Titel, , Platzierungen, Wochen, Auszeichnungen, Anmerkungen) | Höchstplatzierung, Gesamtwochen, AuszeichnungChartplatzierungen (Jahr, Titel, , Platzierungen, Wochen, Auszeichnungen, Anmerkungen) | Anmerkungen |
| Jahr | Titel           | DE | AT | CH | UK | US | Anmerkungen |
| ---- | --------------- | --- | --- | --- | --- | --- | --- |
| 1985 | Raspberry Beret | DE35 (10 Wo.)DE | — | — | UK25 Platin · (9 Wo.)UK | US2 (17 Wo.)US | UK: 2. August 2024: Gold (600.000+)                                                                                           |
| 1985 | Paisley Park    | — | — | — | UK18 (12 Wo.)UK | USn.v.US | Nur in Europa, Australien und Neuseeland ausgekoppelt Höchstplatzierung in Australien: 38 Höchstplatzierung in Neuseeland: 26 |
| 1985 | Pop Life        | DE65 (4 Wo.)DE | — | — | UK60 (2 Wo.)UK | US7 (14 Wo.)US | |
| 1985 | Amerika         | — | — | — | UKn.v.UK | US46 (7 Wo.)US | Nicht weltweit ausgekoppelt                                                                                                   |
| 2016 | Raspberry Beret | — | — | — | UK47 (1 Wo.)UK | US33 (1 Wo.)US | Wiedereinstieg postum am 29. April 2016                                                                                       |

### Auszeichnungen für Musikverkäufe
Im Jahr 1985 verkaufte sich Around the World in a Day in den USA 2,4 Millionen Mal, womit sich Prince zufrieden zeigte: „Die gleichen 3 Millionen, die 1999 gekauft haben, haben Around the World in a Day gekauft. Mir ist es wichtig, dass diese Leute an das glauben, was wir sagen wollen, und nicht nur darauf stehen, weil es ein Hit ist“, meinte er. Das Album wurde international mehrfach mit Gold- und Platinstatus ausgezeichnet:

| Land/Region                  | Auszeichnungen für Musikverkäufe (Land/Region, Auszeichnung, Verkäufe) | Verkäufe  |
| ---------------------------- | ---------------------------------------------------------------------- | --------- |
| Neuseeland (RMNZ)            | Gold                                                                   | 10.000    |
| Vereinigte Staaten (RIAA)    | 2× Platin                                                              | 2.000.000 |
| Vereinigtes Königreich (BPI) | Gold                                                                   | 100.000   |
| Insgesamt                    | 2× Gold · 2× Platin ·                                                  | 2.110.000 |

Hauptartikel: Prince/Auszeichnungen für Musikverkäufe

## Preise
Prince wurde für die Around-the-World-in-a-Day-Ära mit folgenden Auszeichnungen und Preisen geehrt:

### Minnesota Music Awards
20. Mai 1986: Gewinner mit The Revolution in der Kategorie „Funk – Original Music“. Das Album gewann in der Kategorie „Best Cover Artwork“ und Raspberry Beret wurde als „Best Video“ ausgezeichnet.

### ASCAP Awards
28. Mai 1986: Raspberry Beret bekam einen ASCAP Award in der Kategorie „Most performed Songs from 1 October ’84 to 30 September ’85“ („Am meisten aufgeführte Songs vom 1. Oktober 1984 – 30. September 1985“).

### MTV Video Music Awards 1986
5. September 1986: Raspberry Beret erhielt bei den MTV Video Music Awards 1986 den Preis in der Kategorie „Best Choreography“.